# 花畑 (福岡市)
花畑（はなはた）は福岡県福岡市南区の地名。現行行政地名は花畑一丁目から花畑四丁目。郵便番号は811-1356。後述の理由で広義には隣接する一部地域も含めて示す場合もあるが、この項では地名についての花畑について触れる。

## 地理
面積およそ1平方キロメートル。南区の中央部あたりに位置し、上空から見ると南北に縦長い長方形をした町の西側に福岡自動車運転免許試験場の全敷地を含む形になっている。北部を皿山、中尾と接し、東部を屋形原、南部を柏原、そして南西を流れる樋井川を挟み西部全域を桧原と接している。福岡都市高速環状線が町内を横断する形で通り、その北側が1丁目、その南が2丁目、3丁目と丁度箪笥状に区分けが成されている。また、西側に位置する福岡自動車運転免許試験場はその全域が4丁目となっている。

## 特徴
町の特徴としてあげられるのは、町内に自動車免許試験場をそのまま含んでいることが上げられる。そのため町の規模にしては市内近隣部におけるその知名度は高い。また町内南部に位置する福岡市立花畑小学校の他、桧原には福岡市立西花畑小学校および福岡市立花畑中学校、屋形原には福岡市立東花畑小学校と、同地名を冠する公立学校が複数存在するなど広義に使用される場合がある。これは柏原および桧原にまたがって位置する花畑園芸公園についても同様のことが言える。

## 住民

### 人口
総数9,295人（うち男4,411人、女4,884人）

### 世帯数
3,993戸

## 歴史
花畑という地名については、隠居した黒田藩二代目藩主黒田忠之の花畑がこの周囲一帯広がっていたことに由来する。

## 交通

### 道路
柏原交差点から北へ、自動車免許試験場を経由し皿山、野間大池へと延びる道路は道幅も狭くバスも多く通るため、昔から渋滞が起こりやすい地域になっている。
- 県道602号線（若久通り）
  - 地区の南東の角である屋形原三つ角より北へ、西の一辺を通り、清水四つ角、渡辺通へと続く。
- 県道49号線
  - 南端に接する。

### 鉄道
付近に鉄道駅はない。

### バス
西鉄が多く運行し、地区内にバス停も多い。また、桧原営業所発のバスと那珂川営業所発の登りバスが合流する地点でもあり、その交通量に対する道幅の狭さから、渋滞に拍車がかかっている。

## 施設・自然

### 公共施設
- 福岡自動車運転免許試験場（花畑4丁目）
- 南消防団花畑分団倉庫（花畑3丁目）
- 花畑公民館（花畑3丁目）

### 公園
- 仲ノ原公園（花畑2丁目）
- 花畑南公園（花畑3丁目）
- 下ノ原公園（花畑1丁目）
- 花畑1号公園（花畑2丁目）
- 花畑公園（花畑2丁目）

なお、都市公園の花畑園芸公園はさらに南西の福岡市南区柏原7丁目にあり以上の公園とは別の施設である。

### ため池
- 久屋池（花畑4丁目、治水池）

## 教育機関

### 市立小学校の校区
- 福岡市立花畑小学校
- 福岡市立西花畑小学校※花畑4丁目の一部地域。

### 市立中学校の校区
ほぼ全域が福岡市立柏原中学校の校区である。

### 児童施設
- 福岡市立花畑幼児園（閉園）
- 花畑幼稚園
- 屋形原保育園

### 県立高等学校（全日制普通科）の学区
福岡県第五学区。

## 参考資料
- 福岡市校区カルテ（花畑校区）